# アンデス山脈
アンデス山脈（アンデスさんみゃく、スペイン語: Cordillera de los Andes、ケチュア語:Antikuna、アイマラ語:Andes）は、主に南アメリカ大陸の西側に沿って、北緯10度から南緯50度まで南北7500キロメートル (km)、幅750 kmにわたる世界最長の連続した褶曲（）山脈である。山脈はベネズエラ、コロンビア、エクアドル、ペルー、ボリビア、アルゼンチン、チリの7カ国にまたがる。最高峰はアコンカグア（6960メートル 〈m〉・一説には7021 m）で、6000 mを越える高峰が20座以上そびえ立っている。山脈が現在の姿になり始めたのは白亜紀で、その後現在まで太平洋プレート、ナスカプレートと南米大陸のぶつかり合いで隆起し、場所により異なる構造運動を受けて大きくなったと考えられている。

## 地質

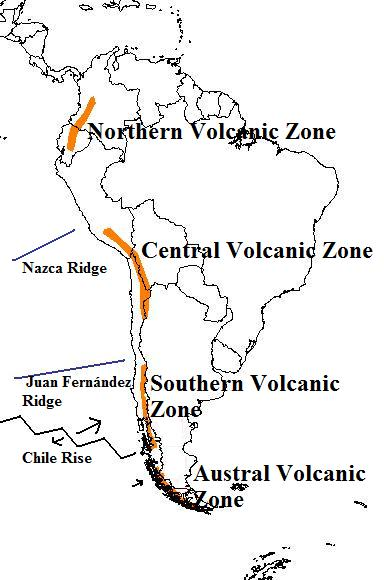
4つの火山帯

上記のように海洋プレートの沈み込み帯の上側に乗った大陸プレートが、海洋プレートからの圧力を受けて隆起してできたと考えられている。この構造は日本列島とよく似ており、沖合には沈み込み帯に由来する海溝が存在し、山脈上にはたくさんの火山が噴出し、海溝周辺では度々チリ地震などの大きな地震が起きている。現在でも火山活動は活発であり、1985年にはコロンビアにあるネバドデルルイス火山の噴火による火山泥流が麓のアルメロの街を直撃し、人口2万8700人の約4分の3にあたる2万1000人が死亡する大惨事となるなど、災害が多発している。標高が非常に高いため、高山の頂上付近には氷河が発達していることも多い。しかし、近年これらの氷河は縮小傾向にあり、ペルーでは1970年以降2014年までに氷河の40 %が失われ、最も減少率の高かったパストルリ氷河においては氷河の52 %が失われていた。同じくエクアドルにおいても、1980年代末に92平方キロメートル (km2) あった氷河が2010年には42 km2にまで縮小した。

## 地理

### 北アンデス

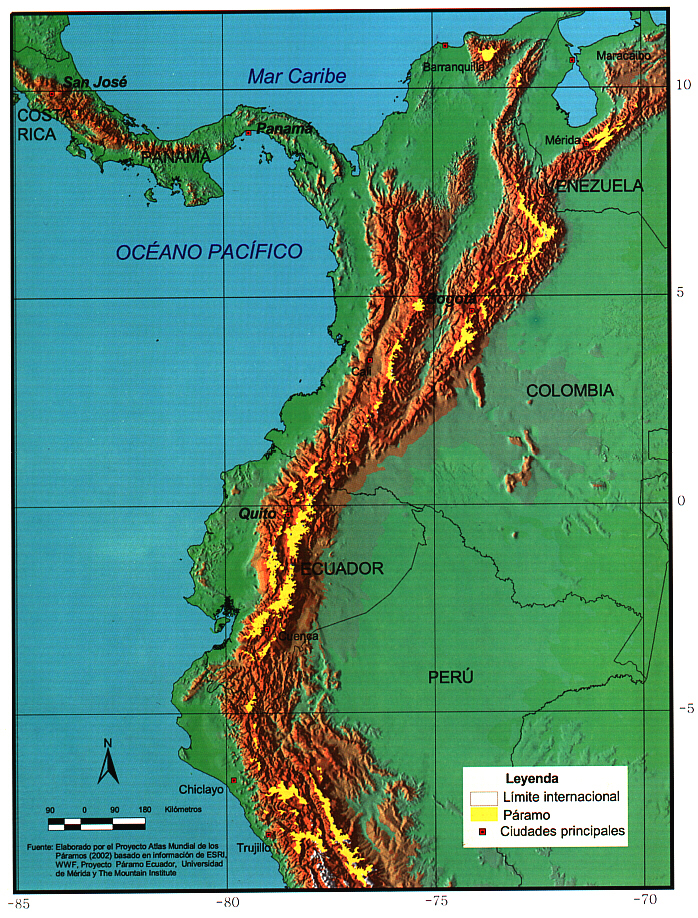
北アンデス

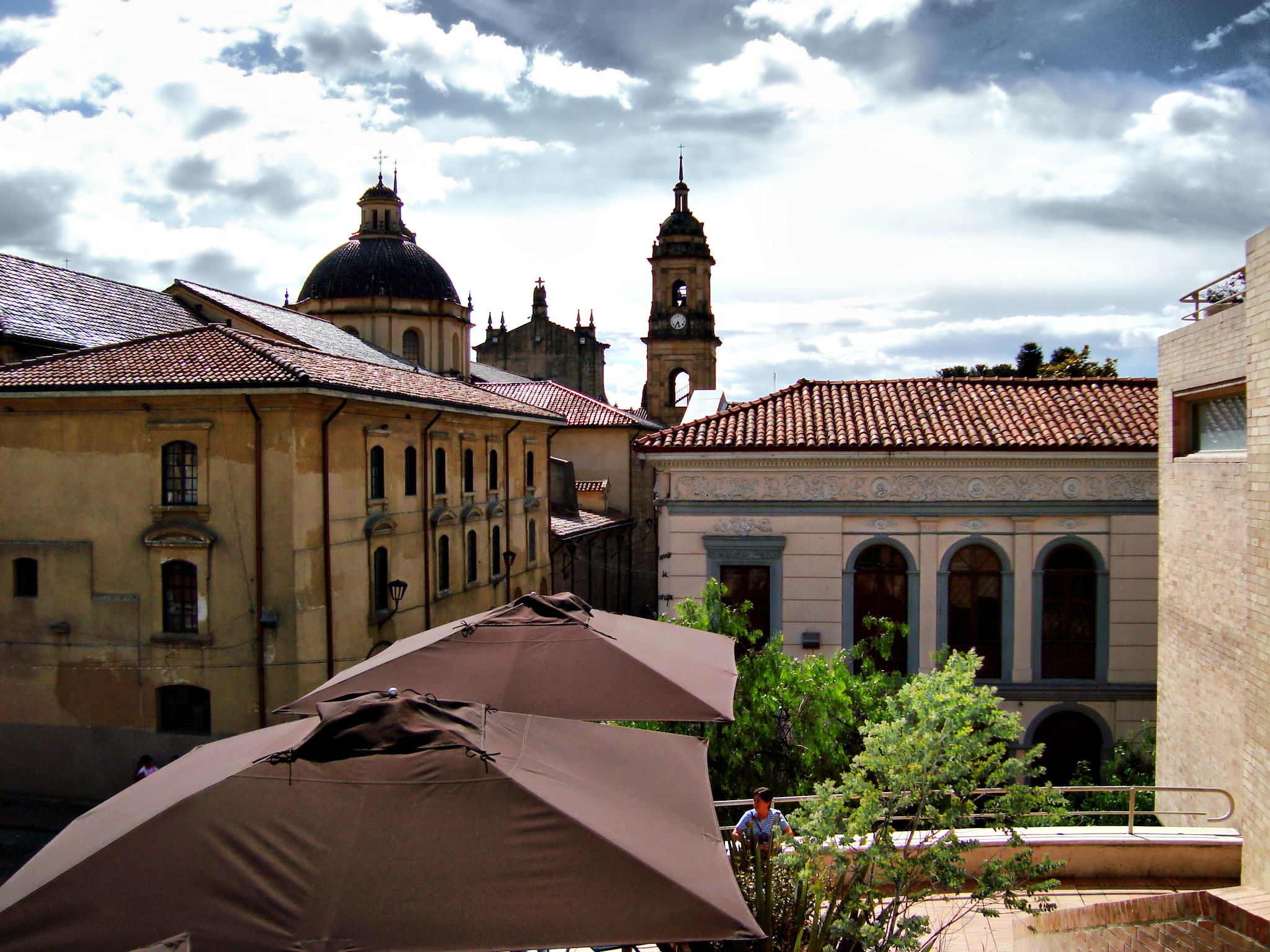
ボゴタ旧市街

アンデス山脈の始まりはベネズエラ北部、トリニダード島に近いカリブ海沿岸である。アンデス山脈は、ここからほぼ東西にベネズエラ高地として伸びる。ベネズエラの首都カラカスもこの高地の中に存在する高原都市である。カラカス周辺以西のベネズエラ高原は気候がよく人口稠密地域となっており、東から西にカラカス、マラカイ、バレンシア、バルキシメトといった都市が点在する。やがてベネズエラ高地は南西に向きを変え、メリダ山脈となる。メリダ山脈はメリダ、サン・クリストバルといった都市がある。この山脈はコロンビアにも続き、コロンビア東部山脈となる。コロンビア国内のアンデス山脈はこの東部山脈のほか、中央山脈と西部山脈があり、このに3つの山脈が北から南へ並走する形となる。この3山脈間には深い谷が刻まれており、東部・中央両山脈間にはマグダレナ川、中央・西部両山脈間にはカウカ川がそれぞれ南北に流れ、両河川は合流したのちカリブ海へと注ぐ。こういった地形のため、ボゴタやメデリンといった主要都市から太平洋岸へと輸送を行うには4000 m級の山脈を1つまたは2つ越えなければならず、経済の大きなネックとなっている。また、こういった起伏に富んだ地形のため、コロンビアの治安は行き届いているとは到底言えず、各地にゲリラや武装勢力の跳梁を許す一つの理由となっている。
東部山脈にはベネズエラとの国境に位置するククタのほか、ブカラマンガやトゥンハといった都市があり、中部にはコロンビアの首都ボゴタを擁するクンディナマルカ高原（海抜約2600 m）がある。中央山脈にも、主に中腹にコロンビア第2の都市であるメデリンや、マニサレス、アルメニア、ポパヤンといった都市があるが、西部山脈内には目立った都市はない。しかし、カウカ谷にはコロンビア第3の都市であるカリ市があり、この3山脈と間のマグダレナ・カウカ両河谷をあわせた地域はアンデス地域と総称され、コロンビア人口の大半が居住する経済の中心となっている。この3つの山脈は、コロンビア南部のコロンビア山塊で中央・東部両山脈が合流し、さらにコロンビア南端のロス・パストス山塊で西部山脈をも併せて、一本の太い山脈となる。この地域にはパスト市がある。コロンビア山塊に位置するスアサ川流域のクエバ・デ・ロス・グアチャロス国立自然公園、マグダレナ川、カウカ川、カケタ川の水源があるプラセ国立自然公園とネバド・デル・ウイラ国立自然公園は1979年にユネスコの生物圏保護区に指定された。
エクアドルではアンデス地域はシエラ（山地）と呼ばれ、オリエンタル・オクシデンタルの両山脈に分かれて南へ伸び、エクアドルの首都キトやクエンカなどの都市が位置する。キト盆地（海抜約2800 m）も古くからの集住地である。キトで赤道を越えるが、この付近には4000 mを越える稜線の上にチンボラソ（6267 m）や、世界最高の活火山であるコトパクシ山（5897 m）などたくさんの火山が噴出している。ペルーからエクアドルにかけての国境付近でアンデスはいったんやや高度が低くなる。ここまでは北アンデスとも呼ばれる。北アンデスには高原や肥沃な谷間が点在し、人口密度は高い。エクアドルは、このアンデス山地地方（シエラ）と、海岸地方（コスタ）の二つの地区の勢力が拮抗している。エクアドル南部のポドカルプス国立公園、ヤクリ国立公園とプラテアード丘陵生物保護区を含む一帯は「マキ・コンドル生物圏保護区」として2007年に、カハス国立公園は2013年に、首都のキトが位置するピチンチャ県一帯は2018年にそれぞれユネスコの生物圏保護区に指定された。カハス国立公園は2002年にラムサール条約登録地となった。

### 中央アンデス

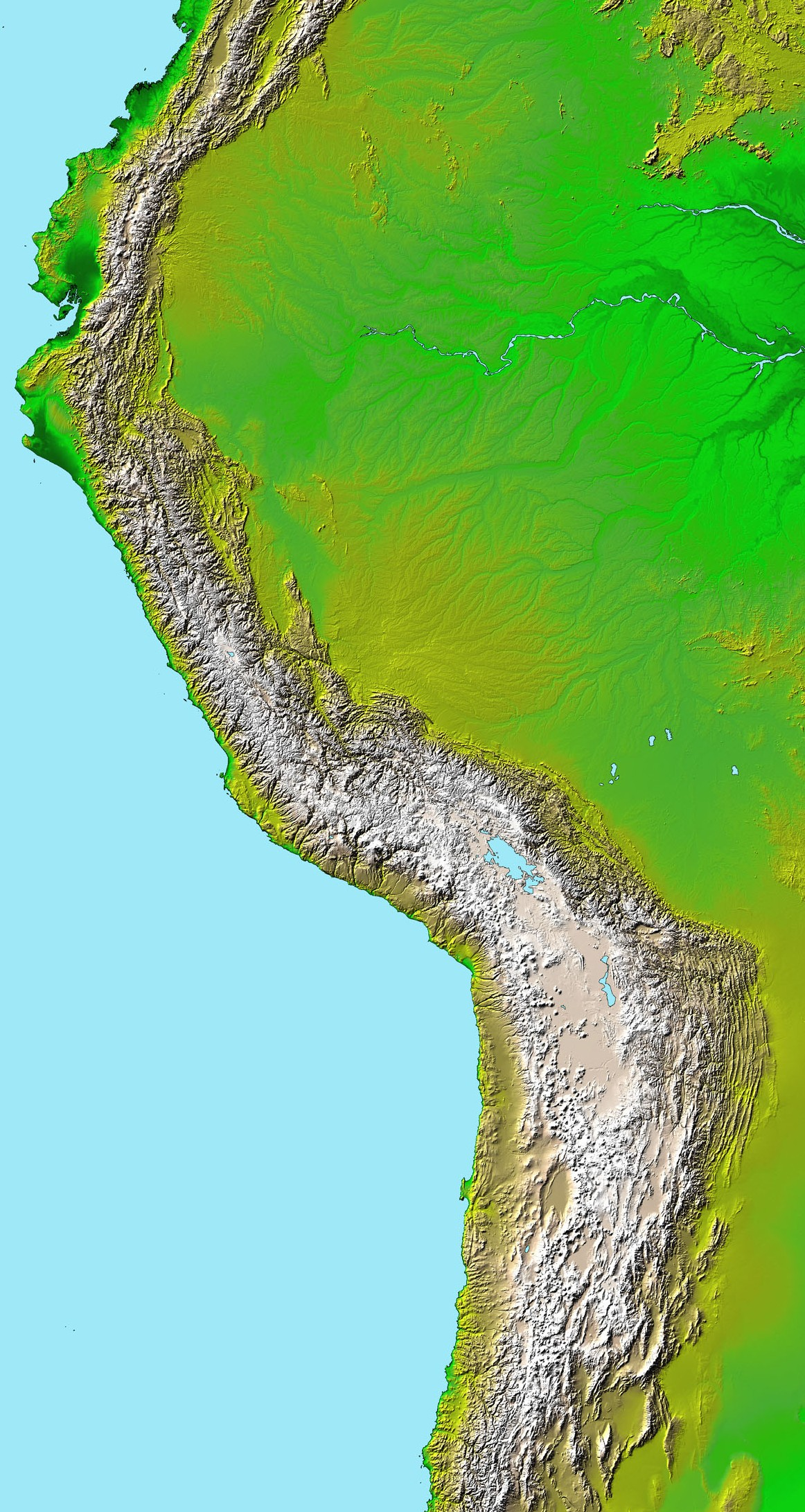
中央アンデス
コロンビア南部からエクアドル、ペルー、ボリビアのアルティプラーノにかけて

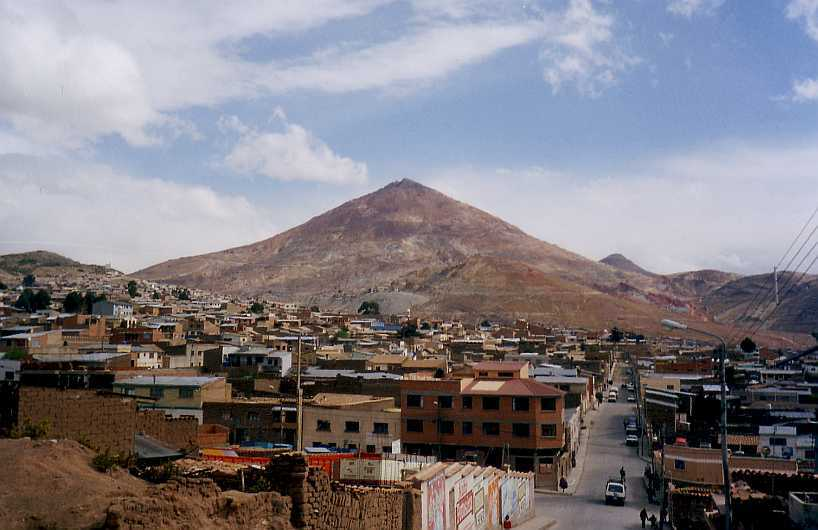
ポトシ市とセロ・リコ

ペルーに入るとアンデス山脈は、海岸沿いの西部山脈とアマゾンに面する東部山脈、そしてその中間の中央山脈に分かれ、それぞれ南北に並行して伸びる。ペルー北部においてはアンデスの幅は南部に比べればそれほど広くはなく、カハマルカなどの都市が点在するものの人口は多くない。ペルーにおいてもエクアドルと同じく、シエラとコスタの対立構造があるものの、ペルーでは海岸地方の開発が進んでおり、大都市の多くは海岸地方にありペルー人口の半分以上も海岸地方に居住するため、アンデス山地の経済比重は海岸部に比べ低い。この地域にあるアンカシュ県のワスカラン国立公園は1977年に、オクサパンパ周辺のパスコ県とフニン県の雲霧林は2010年と2020年に、サン・マルティン県のグラン・パハテン周辺のリオ・アビセオ国立公園は2016年に、フニン県とクスコ県にまたがるオクサパンパ周辺の雲霧林とマヌー国立公園をつなぐ緑の回廊一帯は2021年にそれぞれユネスコの生物圏保護区に指定された。
ペルー南部に入り、南緯15度以南では山脈の幅が広がり、南緯28度くらいまで最も幅の広い地区となるが、この中でも最も広くなるボリビアでも幅は600 km程度にしかならない。しかし、この地区のアンデスはペルー南部からボリビアにかけて、高度3500 mから4500 mあたりに広大で平坦な高原であるアルティプラーノ（海抜約4000 m）が広がっている。そこにはチチカカ湖やポーポー湖などの湖が広がり、ボリビアの首都ラパスやインカ帝国の首都だったクスコなどの大都市があって、ボリビアの人口の大半はこの高原部に集中している。その北も高原や肥沃な谷が広がっており、多くの人々が居住する。山脈が分かれた間には平坦な土地も多い。また、アンデスの西部山腹にはペルー第2の都市であるアレキパがある。チチカカ湖の北東部の国境一帯には東部山脈に属するアポロバンバ山地があり、1977年にユネスコの生物圏保護区に指定された。
ボリビアに入ると、西部にはアルティプラーノが広がり、首都ラパスのほか、20世紀に入り世界最大の錫鉱山としてボリビア経済を支えたオルロ、16世紀より世界最大の銀鉱山として栄えたポトシといった古い鉱山都市が点在する。アルティプラーノは南部に行くにしたがって乾燥していき、南西部には巨大な塩湖であるウユニ塩湖が広がる。一方、アルティプラーノの東に広がる東アンデス山脈地方は、高度がアルティプラーノよりも低く、地形は険しいものの肥沃な谷間が各地に点在し、農業生産力の高い地域である。このため、コチャバンバやスクレなどの都市が生まれ、ボリビア経済を支える地域となってきた。とくにコチャバンバ盆地は、オルロやポトシへの食糧供給基地として繁栄してきた。また、首都ラパスの北東に位置するユンガス地方は、アンデスの東麓にあたり、アマゾンから吹いてくる風の影響で暑く湿った気候となっている。このため霧が非常に多い。この地方も温暖なため農業生産力が高く、首都ラパスの食糧供給を担っている。しかし、地形は非常に険しく、とくにラパスとユンガスとを結ぶユンガスの道は重要な幹線であるにもかかわらず非常な悪路として知られており、2006年に新道が開通するまで年に100人近い死者が出ていた。

### 南アンデス

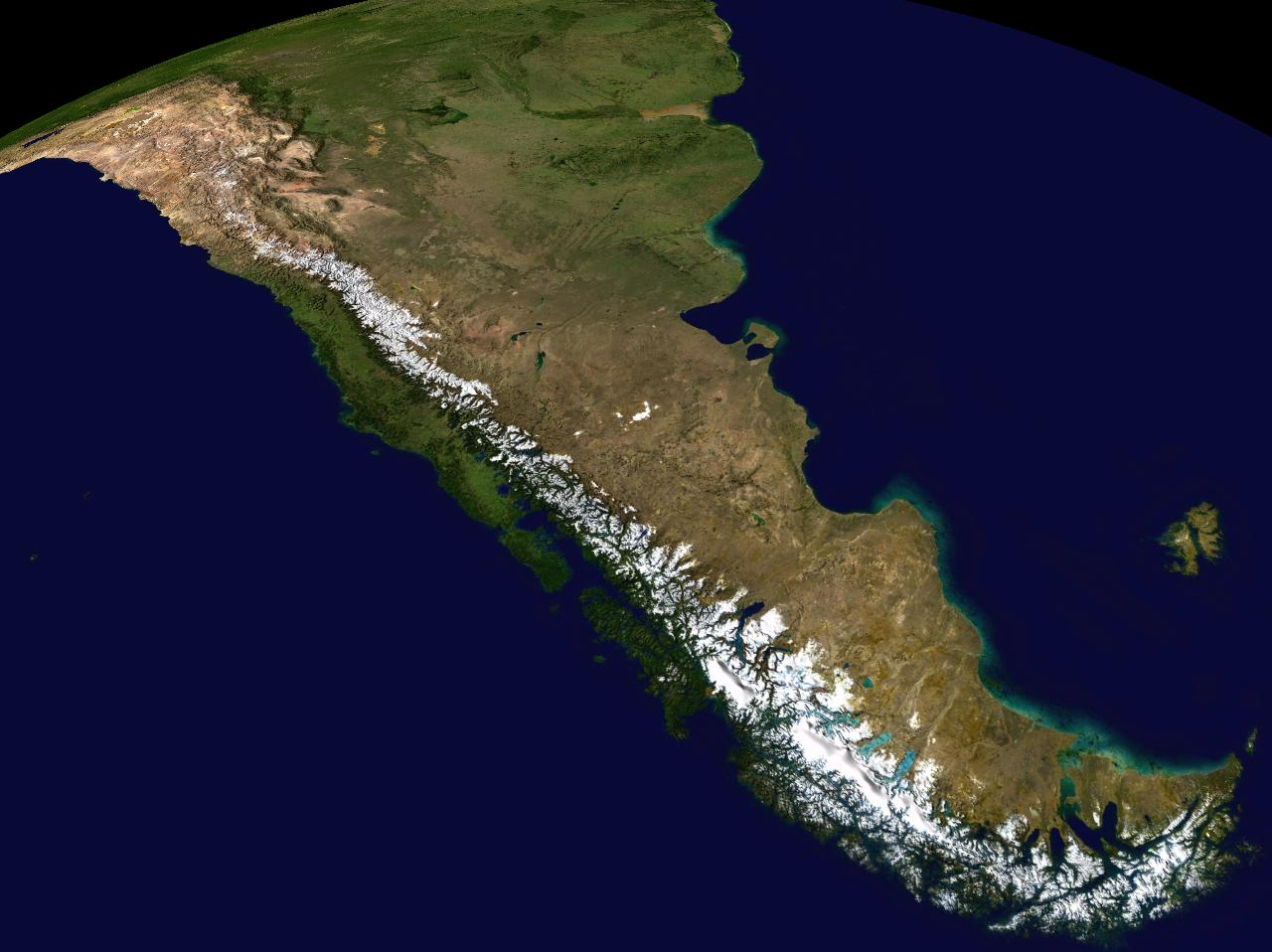
南アンデス

南緯25度に近いユヤイヤコ山より南は南アンデスと呼ばれる。南アンデスは高原の広がる中央アンデスとは違い、地形は険しくなり主脈の上に平地はなくなる。南アンデスの主脈は、そのままアルゼンチンとチリとの国境をなす。ただしアンデスが太平洋岸に迫った山脈であるため、アンデス西麓を領土とするチリの国土は非常に細長いものとなっている。32度には最高峰アコンカグア山がそびえる。35度付近までは3000 m級の山が連なるが、それ以南はやや高度を下げる。チリの首都サンティアゴはこの付近の、西部山脈と主脈の間の構造平野に位置する。南緯42度以南はパタゴニア地方に入り、高度は2000 m程度であまり高くないが、寒冷な気候と西風による降水で氷河地帯を形成する。
アルゼンチンのサンフアン州のアンデス山脈にあるサン・ギジェルモ国立保護区は1980年に、カタマルカ州のガラン山付近のブランカ湖生物圏保護区は1982年に、フフイ州北部の高山湖でラムサール条約登録地でもあるポスエロ湖自然保護区は1990年に、フフイ州とサルタ州のカリレグア国立公園、バリトゥ国立公園、エル・ノルガラル・デ・ロス・トルドス国立保護区、ポトレーロ・デ・ヤラ州立公園、ピンタスカヨ州立公園を含むユンガス地域は2002年に、チュブ州、リオネグロ州、ネウケン州を跨ぐパタゴニア地方北西部のアンディーノ・ノルパタゴニカ生物圏保護区は2007年に、チリのラウカ国立公園、ラス・ビクニャス国立保護区とスリレ塩原国立記念物一帯のラウカ生物圏保護区は1981年に、コンギージョ国立公園とアルト・ビオビオ国立保護区一帯のアラウカリアス生物圏保護区は1983年に、南部アンデス温帯雨林は2007年に、ネバドス・デ・チジャン山およびラ・ラハ湖は2011年にそれぞれユネスコの生物圏保護区に指定された。一帯にはFestuca dolichophylla、Laretia acaulis、パタゴニアヒバ、レンガ、ドンベイミナミブナ、ナンキョクブナなどのナンキョクブナ属、チリマツなどのナンヨウスギ属、シロガネヨシ属、ホタルイ属、イグサ属、デンモザ属、マイフエニオプシス属、トリコケレウス属、オプンティア属、アウストロケドルス属、ピルゲロデンドロン属などの植物が生え、ビクーニャ、グアナコ、ビスカッチャ、キツネ、ペルーケナガアルマジロ、ピューマ、アンデスネコ、ジャガー、アメリカバク、ペルーゲマルジカ、ゲマルジカ、オセロット、オナガカワウソ、チリカワウソ、クチジロペッカリー、フサオマキザル、コロンビアハナナガヘラコウモリ、アンデスリス、オマキヤマアラシ、フタイロオマキヤマアラシ、シャカイツコツコ、ダーウィンレア、フラミンゴなどの動物が生息している。

## 経済

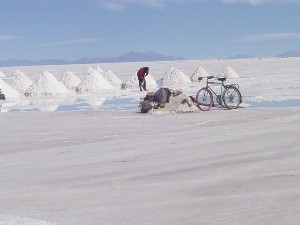
ウユニ塩原の塩採掘

アンデス山脈は有用な鉱物が多く、金・銀・銅・錫など多様な鉱物を多量に産出する。金や銀はアンデス文明時代から盛んに採掘され、インカ帝国の文化を支えたほか、スペイン植民地時代には多くの金・銀山が操業し、なかでもボリビアのポトシから産出された銀は多量であり、同市は17世紀には繁栄を極めた。しかし金・銀はスペインの中南米侵略以降の数百年の間に掘り尽くされた感があり、ペルーのセロ・デ・パスコなどで産出されるものの、現在の産出量はそれほど多くはない。銅に関しては古くから盛んに採掘されていたが、特に20世紀に入ってからチリ北部においてチュキカマタなどで近代的な銅の大鉱山が相次いで採掘され、チリ経済の重要な柱となっている。錫に関しては、20世紀にボリビアのオルロで大鉱脈が発見され、ワヌニ鉱山などの大鉱山が開かれた。この錫輸出は、産出量の大幅に減った銀に代わるボリビア財政の柱となり、シモン・パティーニョなど何人かの錫成金を生み出した。第二次世界大戦の前後に需要が高まり、鉱山は好景気になったが、1952年にはこれらボリビアの錫鉱山はすべて国有化され、1990年代になって民営化がすすめられた。このほか、鉛やタングステンといった他の鉱物も盛んに産出される。近年、ボリビアのウユニ塩湖において世界の埋蔵量の半分にあたる巨大なリチウム鉱脈が発見されるなど、希少金属が各地で発見され注目されている。
アンデス山脈は気候が温暖であることから農耕が盛んであり、とくに北アンデスから中央アンデスにかけては耕地が広がり、人口も稠密である。一方で、これらの農地の多くは自給農業が主であり、またそれほど肥沃ではなく、農地も細分化されていたり地主の支配下にあるなどして効率がよくなく、第二次世界大戦以降に海岸部で発達したプランテーションや大農園に押され気味である。このため、アンデスの農村の多くは豊かではなく、ペルーにおいては1940年代以降アンデス山脈地方から多くの人口流出が起き、首都リマなどのスラムへと流れ込むものが多くなっている。
アンデスにおいては観光業も重要である。特に、インカ帝国の旧首都であるクスコや、その遺跡であるマチュピチュなどには世界中から観光客が訪れ、一大観光地となっている。そのほかにもチチカカ湖や、近年ではウユニ塩湖もその幻想的な光景によって人気を博しつつある。また、インカ帝国時代の遺跡やスペイン植民時代の遺跡など、アンデス山脈には多くの世界遺産が存在し、これらの観光もさかんである。

## 気候と風土
赤道直下を含む長い山脈であるため、北部と南部では気候は大きく違う。また、標高によっても気候は大きく異なり、それに伴って土地利用も大きく異なる。
中央アンデスにおいては、海岸側の標高500 mから2300 mにかけての地域はユンガと呼ばれ、海岸側の寒流の影響を受けて基本的には乾燥した地域であり、アンデス山脈の主脈から流れる短い河川に沿って点々と居住地域が連なる。標高が低いためこの地域は海岸部と同じく熱帯作物の生産が主な産業となる。また、アンデス主脈と海岸との間が狭いため、この地域はかなり急峻な地形であり平地は少ない。2300 mから3500 mにかけてはケチュアと呼ばれる地域となり、ここでは夏季にまとまった降雨があり、また河谷も広く山もややなだらかになる上に涼しく過ごしやすい気候であるため、居住者が多い。農業としてはトウモロコシが主に栽培される。3500 mから4000 mにかけてはスニと呼ばれ、気候は冷涼で、農業としてはジャガイモが主なものとなるが、この地域も農業は盛んである。4000 mから4800 mにかけてはプーナと呼ばれ、寒く乾燥しているために農業は困難であり、リャマやアルパカなどの放牧が主産業となる。アルティプラーノ南部はほぼこの標高に位置する。4800 m以上になるとハンカと呼ばれ、農業・牧畜が不可能な非居住地帯となり、氷河などがしばしば広がる。アマゾン側に関しては、高峰からケチュア帯まではほぼ同じであるものの、ユンガ帯はアマゾンからの熱く湿った空気が流れ込んでくるために密林地帯となっており、ボリビアのユンガス地方など一部を除いては農業は盛んではなく、人口もまばらである。このアンデス東麓では標高1000 m以下は完全な熱帯雨林気候となり、アマゾン熱帯雨林の一部となっている。特徴的な植物種としては高山帯に生える絶滅危惧種のプヤ・ライモンディが挙げられ、「アンデスの女王」とも呼ばれる。また、山脈にはリャマとアルパカのほか、ビクーニャ、オジロジカ、メガネグマ、アンデスイワドリ、クチジロペッカリー、アメリカバク、ジャガー、オウギワシ、ヤマビスカーチャ、クルペオギツネ、ペルーゲマルジカ、コンドル、Ctenophryne barbatulaなどの動物も生息している。
一方、北アンデスにおいては赤道に近くより温暖な気候であるため、この区分はやや異なってくる。標高1000 m位までの地域は熱帯雨林であり、1000 mから2000 mまでの間は温暖な気候となる。2000m以上3000mまでの地域はやや冷涼な気候となり、コロンビアの首都ボゴタのあるクンディナマルカ高原やエクアドルの首都キトのあるキト盆地など、過ごしやすい気候のため多くの人々の住む地域となっている。この高度帯までは農業も盛んである。3000 m以上4700 mあたりまでの高度の地域はパラモと呼ばれ、中央アンデスのプーナに対応する寒冷な地域であるが、プーナとは異なりこの地域は湿潤な気候である。しかしプーナとは違い、パラモは農業や牧畜にそれほど使用されてはおらず、未開発の地域となっているところが多いが、逆にそのために豊かな自然が残り、生物多様性も豊富である。パラモ、プーナ、ジャルカを含む高地草原群系に位置する高地アンデス生態系には、氷河、湖沼、湿性草地、蘚類湿地、高地湿原、塩田、泥炭湿原など、生態学的、社会的、文化的に高い価値を有する湿地系が含まれており、ノガリヤス属、ウシノケグサ属などが支配的で、アンデスフラミンゴ、メガネグマ、コンドルなどが生息している。他にはマキ属、ポリレピス属の樹木も生えている。
標高により気温が変わることは、アンデス地方の住民の言葉にも現れている。旅行者などがしばしば「君が生まれたところは標高どれくらいか？」という質問を受けることがあるが、これは「暖かいところで生まれたのか、寒いところで生まれたのか」を尋ねている。
ペルー・ボリビアやチリに広がる高地、アルティプラーノは、寒冷で乾燥した気候である。より寒冷な南部は作物の栽培にも牧畜にも適さないが、アルティプラノ北部はより赤道に近いためやや気温が高く、トウモロコシやジャガイモなどを中心に盛んに農耕がおこなわれ、また灌漑をおこなうことによりより大規模な生産をおこなうことができるため、ティワナク文化やインカ帝国など古代文明を生み出す母体となった。また、標高が高く空気が希薄であるため紫外線が強い。
アンデス山脈は世界の8つの植物栽培化の起源地域の一つであり、多くの食用植物の原産地としても知られる。とくに中央アンデスが原産地として知られる。アンデス原産の食用植物中最も重要なものはジャガイモであり、紀元前5000年ごろにはチチカカ湖周辺で栽培が始まったと考えられている。アンデスのジャガイモは長い栽培化と利用の歴史によって多様な品種が育成され、形・色・味などのバラエティも豊富である。アルティプラーノでは寒冷で乾燥した気候を生かし、ジャガイモを屋外で軽く踏んだ後に凍結乾燥させたチューニョと呼ばれる食材が有名である。また、このほかにも世界各地で野菜や調味料として使用されるトマトや、ナッツや油脂原料として使用されるラッカセイなど世界的に重要な作物がアンデスにおいて栽培化されている。アンデスにおける栽培化植物は多岐にわたり、カボチャやインゲンマメ、ライマメ、トウガラシなどはアンデスが原産である。インカ帝国時代には主穀として重要視されたキヌアもアンデス原産植物であり、スペイン植民地時代にはコムギなどにとってかわられて栽培が減少し他地域にも伝播しなかったものの、20世紀末以降雑穀が世界的に見直される中でキヌアの栽培も復活傾向にある。食用植物ではないが、タバコもアンデスのボリビア・アルゼンチン国境地域が原産地域であり、ここから世界に広まっていった。トウモロコシは中米原産であり、アンデスに元からあった作物ではないが、インカ帝国時代にはすでにアンデスに伝播しており、主要作物の一つに数えられていた。しかしこの時代の主食はジャガイモであり、トウモロコシはむしろ儀式に用いるチチャと呼ばれる酒の原料として重要視されていた。アンデス各地には、インカ時代に建設されたトウモロコシ栽培用の階段耕地が各地に残っており、現在でも使用されている。
アンデス山脈は、細いが非常に高度が高い上に長く伸びているので、近隣の気候にも重大な影響を及ぼしている。アンデスの北部においては、熱帯収束帯に位置するため一年中多雨であり、熱帯雨林が広がっている (en:Tropical Andes)。中部のエクアドルやペルー、チリ北部では、西麓は太平洋を寒流であるフンボルト海流が流れるために降雨がほとんどなく、砂漠気候の地域が延々と広がっている (en:Dry Andes)。アンデス山脈内には降雨があるため、そこから流れ下る川の流域のみがオアシスとなっている (en:Puna grassland, en:Central Andean wet puna, en:Central Andean puna, en:Central Andean dry puna)。中部の東麓はサバナ気候となってリャノが広がる。チリ中部やアルゼンチン中部となる南緯30度くらいより南のホーン岬（南緯56度）までになると、西麓には偏西風が山脈にぶつかり降雨があるため地中海性気候や西岸海洋性気候となり (en:Wet Andes)、一方東麓（パタゴニア）では乾燥気候が広がるようになる。
アンデス山脈はインカ帝国の基盤であり、その時代はインディオ人口の多くはアンデス山脈地域に居住していた。スペインによる植民地化後もこの構図は変わらず、疫病や暴政によって人口は激減したものの、白人のかなりが海岸部に定着したこともあって、アンデスにおいては先住民であるインディオの割合がかなり高い。とくに中央アンデスにおいてこの傾向は顕著であり、ペルーやボリビアにおいては先住民族であるケチュア人やアイマラ人といった諸民族が大きな勢力をいまだ保っており、ケチュア語やアイマラ語といった彼らの言語もまた広く使用されている。しかし、言語的には各国の公用語であるスペイン語がきわめて深く浸透しており、これらの先住諸言語は押され気味である。また、白人と先住民の混血であるメスティソの割合も高くなっている。しかし先住民族の文化はある程度保たれており、現代でも民族衣装や音楽などは独自のものが残されている。音楽においては、ケーナ・サンポーニャ・ロンダドールなどの先住民系の管楽器とギターやチャランゴなどのスペイン系の弦楽器を組み合わせた、いわゆる「アンデスのフォルクローレ」が1950年代に完成し、世界で広く親しまれるようになった。

## 歴史

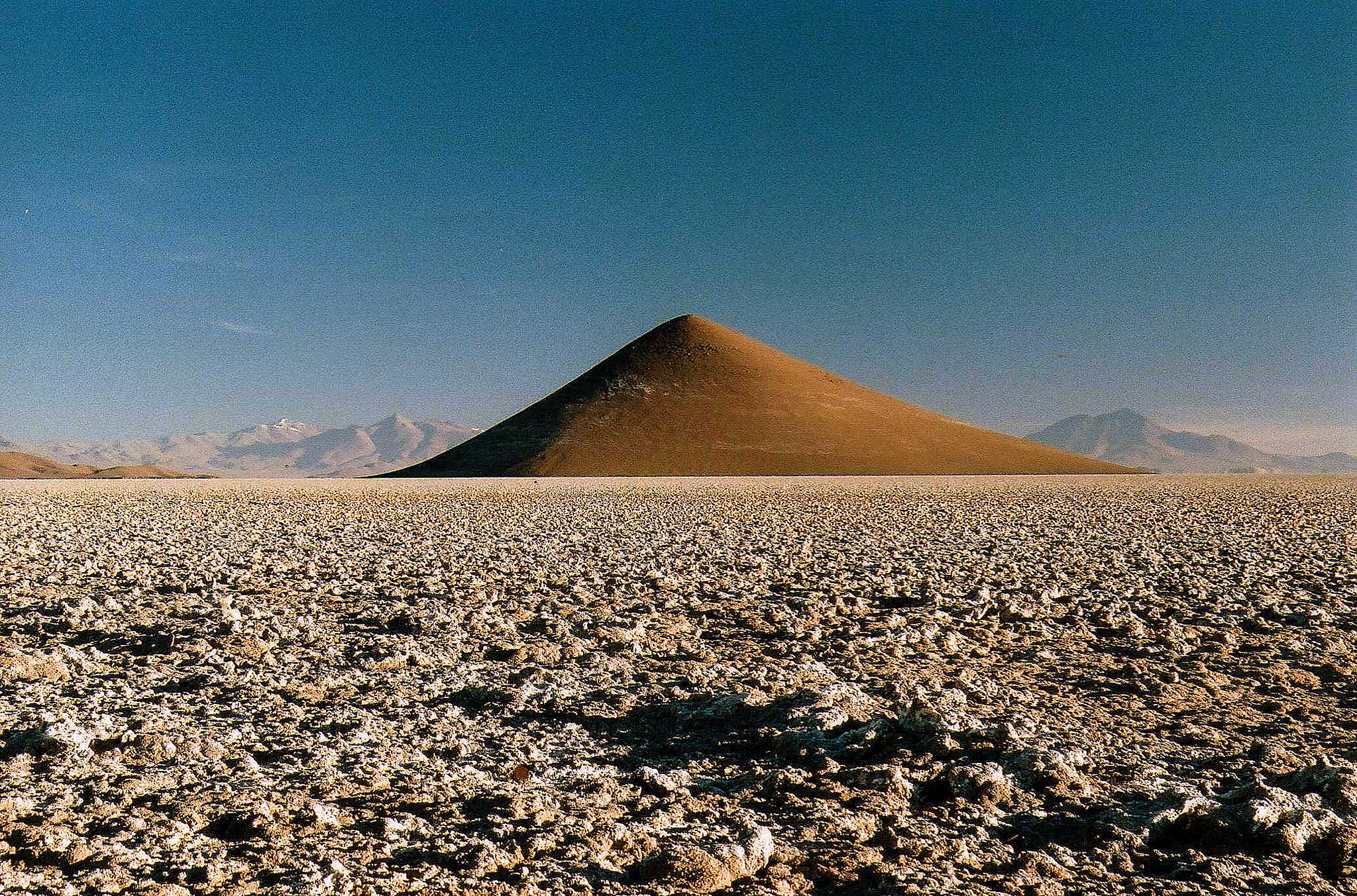
Cono de Arita (アリサロ塩原, アルゼンチン北西部)

マチュ・ピチュの風景

上記冷涼地域に紀元前1000年頃からチャビン文化が成立し、紀元前後からはナスカ、ティワナク、モチェなどのアンデス文明が生まれた。紀元700年頃にはペルー中央高地にワリ文化が成立し、アルティプラノにて継続していたティワナク文化との並立期を迎えた。9世紀後半頃にはモチェ文化の遺民によってチムー王国がペルーの北部海岸に成立し、シカン文化などを併合して海岸部を支配する帝国となった。1100年頃にティワナクが衰退するとチチカカ湖周辺は諸民族の抗争の舞台となったが、そのうちインカ帝国が勢力を拡大し、1476年ごろには最後の敵対する大勢力であったチムー王国を併合し、1500年頃にはインカがエクアドルからチリ北部までのアンデスを制覇した。しかし、1532年のスペイン人の侵入によって、アンデスの先住民独自の文明と政治組織は滅びた。「アンデス」という名称は、このインカを興した民族であるケチュア族の言葉で東を指す「アンティ」によるものとされる。
1533年にフランシスコ・ピサロがクスコに入城し、インカ帝国がほぼ滅亡すると、アンデス全域はスペインの植民地統治のもとにおかれた。リマに本拠を置いたペルー副王領がアンデスのみならず南アメリカのスペイン領全土を統括したが、その統治は過酷なもので、アンデスのインディオ人口はこの時期に激減している。しかしそれでもインディオはかなりの人数が生き残り、アンデスのほとんどはインディオが多数を占める世界であり続けた。一方、アンデスの各地にはスペインが植民都市を建設し、多くの白人が流入した。なかでもボリビアのポトシは16世紀以降世界最大の銀鉱山として知られ、ここからの莫大な銀の産出はスペイン黄金時代を現出させることとなった。これらの白人とインディオの間の混血はメスティソと呼ばれ、やがてアンデスの人口の多くを占めるようになっていく。インカ帝国はビルカバンバに逃れて数十年間抵抗をつづけたもののやがて滅ぼされたが、スペイン政府はクスコ周辺のインカ有力者たちについては地位を認めるなど懐柔策を取り、この地域のインディオ有力者たちは植民地時代末にいたるまで一定の力を保ち続けた。
18世紀末になると、本国からの白人が優位を占める体制に、植民地人たちが不満を強めていき、1780年にはクスコ周辺でトゥパク・アマルー2世の乱がおきるなど、スペインの支配体制が揺らぎ始める。スペイン本国においてもナポレオン戦争によって従来の体制が大きく揺らぐ中、シモン・ボリーバルやホセ・デ・サン＝マルティンの手によって大コロンビア、チリ、アルト・ペルー（ボリビア）、そしてペルーと、アンデス諸国は次々と独立を達成していった。
独立はしたものの、アンデス諸国の情勢は不安定なものだった。各国を大きく統合しようとしたシモン・ボリーバルやホセ・デ・サン＝マルティンが相次いで失脚すると、各地のカウディーリョたちは各地に割拠し、この動きの中で大コロンビアはベネズエラ、コロンビア、エクアドルの3か国に分裂して、やがて現在の7か国にまとまった。しかし各国の勢力範囲は固まっておらず、国境線は何度も引き直された。1836年にはボリビアのアンドレス・デ・サンタ・クルスがペルーを征服し、ペルーを北ペルー共和国と南ペルー共和国に分けたうえでペルー・ボリビア連合を建国したものの、この統合に危機感を覚えた周辺各国の介入によって1839年にこの連合は崩壊し、以後アンデスの国家数は7で固定された。
19世紀のラテンアメリカ諸国を巻き込んだ保守派と自由主義派の対立はアンデス諸国においても激しかったが、アンデス諸国においては保守派はアンデス山岳部に基盤を置くことが多かった。とくにエクアドルにおいては、首都キトを中心とするアンデス山岳地方（シエラ）と太平洋岸のグアヤキル港を中心とする海岸部（コスタ）との対立が19世紀後半にいたるまでエクアドル国内政治の主要な争点となっていた。エクアドルは山岳部の人口が稠密であり、19世紀半ばの山岳部と海岸部の人口比は8対2にも及んでいたため山岳部を握る保守派が優勢となっていたが、やがて山岳部の農地の疲弊と海岸部の開発の進展によって海岸部が経済力をつけ、海岸部に基盤を置く自由主義派の政治が行われるようになっていった。
1879年にはペルー・ボリビアとチリの間で太平洋戦争が勃発し、勝利したチリはボリビア領のアントファガスタやペルー領のアリカやイキケを占領し、アンデス西部山麓の広大な領土を獲得した。一方、この戦争に敗れたペルーはグアノの大産地を失って経済危機に陥り、ボリビアは西部山脈以東に押し込められて内陸国となった。この戦争以降、アンデス部分においては大幅な国境変更はなくなった。
20世紀に入ると各国で近代化がより進んでいく一方、アンデス高地農村の貧困は一向に改善されず、20世紀後半にはコロンビアやペルーなどでアンデス農村部はゲリラが跳梁するようになった。とくにペルーのセンデロ・ルミノソは1980年代にペルー中部のアンデスを根拠地として猛威を振るったが、1992年に幹部のアビマエル・グスマンが逮捕されて以降急速に衰え、2010年代には残った組織も他の重要幹部の拘束により大打撃を受けて、この脅威はほぼ取り除かれた形となっている。

## 政治
アンデス山脈の走る7か国のうち、大西洋を志向し国内におけるアンデス地区の比重が非常に低いアルゼンチンを除く6か国（ベネズエラ、コロンビア、エクアドル、ペルー、ボリビア、チリ）はアンデス諸国またはアンデス6か国と呼ばれる。このうちベネズエラを除く5か国は1969年、アンデス共同体を結成し、1973年にはベネズエラも加盟したものの、1976年にチリが脱退、2006年にはベネズエラも脱退した。一方で残った4か国は徐々に協力体制を深め、1993年にはベネズエラ、コロンビア、エクアドル、ボリビア間で域内関税が撤廃され、2006年にはペルーもこれに参加してアンデス自由貿易圏が完成した。また、加盟国間の移動に関しては2003年より身分証明書の提示のみでパスポートがなくとも各国間を移動できるようになるなど、一定の統合が進んでいる。一方で、政治的にはこれら諸国は対立することもしばしばあり、2008年には北アンデス3国において、アメリカ寄りのアルバロ・ウリベ率いるコロンビアと、反米を掲げるエクアドルのラファエル・コレアおよびベネズエラのウゴ・チャベスとの間で対立、アンデス危機と呼ばれる政治危機が起こった。

## 山名のリスト
南から北へ順番に、主要な山のみ（標高は資料によって異なる）

### Wet Andes
パタゴニア・アンデス
- サン・バレンティン San Valentin 4058 m
- サン・ロレンソ San Lorenzo 3660 m
- フィッツ・ロイ 3405 m

### Dry Andes
チリ / アルゼンチン・アンデス
- アコンカグア Aconcagua 6960 m アンデス最高峰
- オホス・デル・サラード Ojos del Salado 6880 m アンデス第2位
- トゥプンガト Tupungato 6800 m
- メルセダリオ Mercedario 6770 m
- ユーヤイヤコ Llullaillaco 6723 m
- グアジャティリ Guallatiri 6071 m
- タアパカ Taapacá 5860 m
- トゥスグレ山 Cerro Tuzgle 5486 m
- インカピージョ Incapillo 5750 m カルデラ火山

### Tropical Andes
ボリビア・アンデス レアル山群
- イリマニ Illimani 6439 m
- ハンクマ Janq'uma 6427 m
- イリャンプ Illampu 6368 m
- ワイナ・ポトシ Huayna Potosí 6088 m
- チャチャクマニ Chachacomani 6000 m
- チャカルタヤ Chacaltaya 5395 m

ボリビア・アンデス その他
- サハマ Volcán Sajama 6549 m ボリビア最高峰
- パリナコータ Volcán Parinacota 6348 m
- ウトゥルンク Uturuncu 6008 m
- リカンカブール Licancabur 5916 m

ペルー・アンデス ブランカ山群
- ワスカラン Huascaran 6768 m　ペルー最高峰
- ワンツァン Huantsan 6395 m
- チョピカルキ Chopicalqui 6345 m
- チャクララフ Chacraraju 6112 m
- アルパマーヨ Alpamayo 5947 m

ペルー・アンデス ワイワッシュ山群
- イェルパハ Yerupajá 6632 m

ペルー・アンデス その他
- コロプナ Coropuna 6425 m
- ワルカ・ワルカ Hualca Hualca 6025 m
- ミスティ Misti 5822 m
- ウビナス Ubinas 5672 m

エクアドル・アンデス
- チンボラソ Chimborazo 6310 m
- コトパクシ Cotopaxi 5896 m

コロンビア／ベネズエラ・アンデス
- ウィラ Huila 5750 m
- ネバド・デル・ルイス Nevado del Ruiz 5389 m
- トリマ Tolima 5215 m
- ボリバル Pico Bolívar 5008 m

### 地名
- アタカマ砂漠
- アルティプラーノ
- ウユニ
- オルロ
- キト
- クスコ
- チチカカ湖
- ティアワナコ
- パタゴニア
- ボゴタ
- マラカイボ湖
- メリダ山脈
- ラパス
- 南極半島 - ドレーク海峡を挟んで向かい合う。山が多くアンデス山脈の続きに当たる地形と考えられている。

### 関連国
- ベネズエラ
- コロンビア
- エクアドル
- ペルー
- ボリビア
- アルゼンチン
- チリ

### 歴史・文化
- アイマラ
- アイリュ（アイユ）
- アンデス文明
- インカ帝国
- エケコ
- エル・ドラード
- コージャ
- チャビン・デ・ワンタル
- チョリータ
- チョロ
- ナスカ
- ナスカの地上絵
- パチャママ
- ワリ

### 言語
- スペイン語
- アンデス・スペイン語
- アイマラ語
- ケチュア語

### 音楽
- ケーナ
- コンドルは飛んでいく
- サンポーニャ
- チャランゴ
- フォルクローレ
- ボンボ

### 食文化
- アヒ・アマリージョ
- ウルピカ
- チョクロ（ジャイアントコーン）
- ジャガイモ
- チチャ
- 唐辛子
- トマト
- ロコト

### 動物
- アルパカ
- アルマジロ
- グアナコ
- コンドル
- チンチラ
- モルモット
- リャマ
- レア
- デグー